# Monheim (Bavorsko)
Monheim je město v německé spolkové zemi Bavorsko, v zemském okrese Dunaj-Ries ve vládním obvodu Švábsko.
Žije zde přibližně 5 500 obyvatel.

## Poloha
Sousední obce jsou: Daiting, Fünfstetten, Kaisheim, Langenaltheim, Otting, Rögling, Tagmersheim a Treuchtlingen.